# Pasce Oves Meas

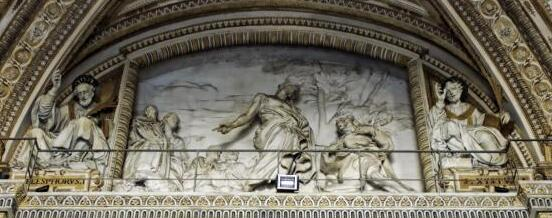
Pórtico da Basílica de São Pedro, apresentando a obra Pasce Oves Meas.

Pasce Oves Meas (português: Guia as Minhas Ovelhas) é um relevo desenhado pelo artista italiano Gian Lorenzo Bernini e produzido por membros de seu estúdio, com pouca participação do artista. Embora tenha sido encomendada em 1633, a obra foi instalada na Basílica de São Pedro apenas em 1646.